# Sam Hauser
Samuel "Sam" Hauser (Wisconsin, 8 de dezembro de 1997) é um jogador norte-americano de basquete que atualmente joga pelo Boston Celtics da National Basketball Association (NBA).
Ele jogou basquete universitário na Universidade Marquette e na Universidade da Virgínia.
Como jogador dos Celtics, Hauser conquistou o título da NBA em sua terceira temporada profissional, contribuindo com 11 bolas de três nos cinco jogos das Finais da NBA de 2024.

## Carreira no ensino médio
Hauser jogou basquete, golfe e futebol americano pela Stevens Point Area Senior High School (SPASH) em Stevens Point, Wisconsin. Seu pai, Dave, era um treinador de basquete e seu irmão mais novo, Joey, foi um de seus companheiros de equipe nos últimos dois anos.
Em sua terceira temporada, Hauser teve médias de 18 pontos, 7,5 rebotes e 3,3 assistências. Ele levou seu time a um recorde de 27-1 e a final estadual da Wisconsin Interscholastic Athletic Association Division 1, marcando 25 pontos contra o Germantown High School.
Em sua última temporada, Hauser ajudou a escola a alcançar uma temporada invicta e ganhar o segundo título estadual da Divisão 1 consecutivo. Ele teve médias de 18,2 pontos, 6,7 rebotes, quatro assistências e 3,1 bloqueios e foi nomeado Jogador do Ano de Wisconsin pela Gatorade e compartilhou o prêmio de Mr. Basketball de Wisconsin com seu companheiro de equipe, Trevor Anderson.
Hauser se comprometeu com a Universidade Marquette em 17 de maio de 2015, rejeitando as ofertas de Virginia, Iowa State e Creighton, entre vários outros programas da Divisão I da NCAA.

## Carreira universitária

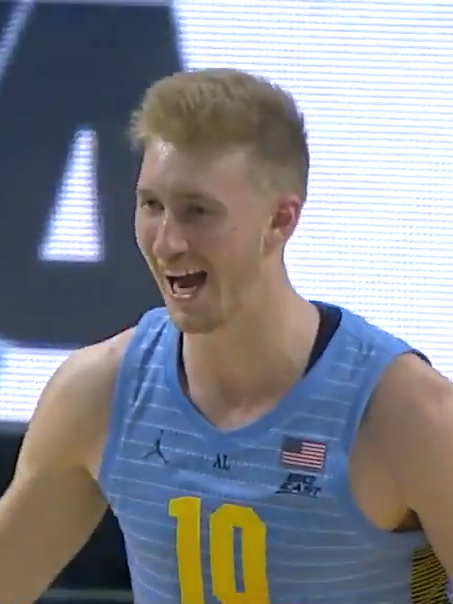
Hauser com Marquette em 2019

Em 11 de novembro de 2016, Hauser fez sua estreia por Marquette e marcou 14 pontos em uma vitória por 95-71 sobre Vanderbilt. Ele foi nomeado o Calouro da Semana da Big East. Em 4 de dezembro, Hauser registrou 19 pontos, o recorde da temporada, na vitória por 89-79 sobre Geórgia. Ele marcou 19 pontos em seu jogo seguinte, uma vitória por 84-81 sobre Fresno State. Em 21 de fevereiro de 2017, Hauser igualou seu recorde da temporada novamente, contribuindo com 19 pontos, 8 rebotes e 4 roubos de bola em uma vitória de 93-71 sobre St. John's. Como calouro, ele teve médias de 8,8 pontos, cinco rebotes e 1,3 assistências, liderando seu time em minutos e rebotes defensivos.
Em 27 de novembro de 2017, Hauser registrou 30 pontos, o recorde da carreira, nove rebotes e quatro assistências em uma vitória por 86-83 na prorrogação sobre Eastern Illinois. Em 12 de janeiro de 2018, ele registrou 30 pontos e 6 rebotes na derrota por 94-83 para Butler. Em seu segundo ano, ele teve médias de 14,9 pontos, 7,2 rebotes e 2,4 assistências.
Em seu terceira temporada, Hauser foi acompanhado em Marquette por seu irmão, Joey. Em 15 de janeiro de 2019, Hauser marcou 31 pontos, o recorde de sua carreira, com oito rebotes na vitória por 74-71 sobre Georgetown. No jogo seguinte, ele registrou 25 pontos, sete rebotes e quatro assistências na vitória por 79-68 sobre Providence. Hauser foi posteriormente nomeado o Jogador da Semana da Big East. Após ter médias de 14,9 pontos, 7,2 rebotes e 2,4 assistências, Hauser foi nomeado para a Segunda-Equipe da Big East. Após a temporada, ele anunciou que se transferiria de Marquette para tentar encontrar um "ajuste melhor".
Em 28 de maio de 2019, Hauser se comprometeu a continuar sua carreira na Universidade da Virgínia e ficou de fora na temporada seguinte devido às regras de transferência da NCAA. Em sua estreia pela Virgínia em 25 de novembro de 2020, ele marcou 19 pontos em uma vitória por 89-54 contra Towson. Em 25 de março de 2021, Hauser anunciou que se declararia para o Draft da NBA de 2021.

## Carreira profissional

### Boston Celtics (2021–Presente)
Depois de não ter sido selecionado no draft da NBA de 2021, Hauser assinou um contrato bi-direcional com o Boston Celtics, dividindo tempo com seu afiliado da G-League, o Maine Celtics. Em 11 de fevereiro de 2022, o contrato bidirecional de Hauser foi convertido em um contrato padrão da NBA. Os Celtics chegaram às finais da NBA de 2022, mas foram derrotados pelo Golden State Warriors em 6 jogos.
Em 3 de julho de 2022, Hauser renovou com os Celtics em um contrato de US$ 6 milhões por três anos. Em 14 de fevereiro de 2023, Hauser acertou uma cesta de três pontos com 3 segundos no cronômetro de jogo para empatar o jogo contra o Milwaukee Bucks e levar o jogo para a prorrogação. Em 7 de abril de 2023, ele registrou 26 pontos, o recorde de sua carreira, na vitória por 121-102 sobre o Toronto Raptors.
Durante a temporada regular de 2023-24, Hauser registrou pelo menos cinco enterradas em dezoito jogos, o que lhe rendeu o apelido de "Slam Hauser" após uma vitória por 126-97 sobre o Utah Jazz em 5 de janeiro de 2024.
Em 17 de março de 2024, Hauser alcançou sua melhor marca de pontos na carreira, anotando 30 pontos e um recorde pessoal de 10 bolas de três em uma vitória por 130-104 sobre o Washington Wizards. Hauser ajudou os Celtics a conquistarem o título da NBA de 2024, quando a equipe derrotou o Dallas Mavericks em 5 jogos, contribuindo com um total de 11 bolas de três ao longo da série.
Em 21 de julho de 2024, Hauser assinou uma extensão de contrato de 4 anos e US$45 milhões com os Celtics.

## Estatísticas da carreira

### NBA

#### Temporada regular
| Ano      | Equipe   | PJ  | PT | MPJ  | AP   | 3P   | LL   | RT  | AS  | BR | TO | PPJ |
| -------- | -------- | --- | -- | ---- | ---- | ---- | ---- | --- | --- | -- | -- | --- |
| 2021–22  | Boston   | 26  | 0  | 6.1  | .460 | .432 | —    | 1.1 | .4  | .0 | .1 | 2.5 |
| 2022–23  | Boston   | 80  | 8  | 16.1 | .455 | .418 | .706 | 2.6 | .9  | .4 | .3 | 6.4 |
| 2023–24† | Boston † | 79  | 13 | 22.0 | .446 | .424 | .895 | 3.5 | 1.0 | .5 | .3 | 9.0 |
| Carreira | Carreira | 185 | 21 | 14.7 | .453 | .424 | .800 | 2.4 | .7  | .3 | .2 | 5.9 |

#### Playoffs
| Ano      | Equipe   | PJ | PT | MPJ  | AP   | 3P   | LL    | RT  | AS | BR | TO | PPJ |
| -------- | -------- | -- | -- | ---- | ---- | ---- | ----- | --- | -- | -- | -- | --- |
| 2022     | Boston   | 7  | 0  | 2.1  | .250 | .333 | 1.000 | .1  | .3 | .0 | .0 | .7  |
| 2023     | Boston   | 15 | 0  | 6.9  | .345 | .333 | 1.000 | 1.1 | .3 | .1 | .1 | 2.0 |
| 2024     | Boston † | 19 | 0  | 14.9 | .429 | .380 | 1.000 | 2.2 | .6 | .3 | .2 | 5.4 |
| Carreira | Carreira | 41 | 0  | 7.9  | .341 | .348 | 1.000 | 1.1 | .3 | .1 | .1 | 2.7 |

### Universitário
| Ano      | Equipe    | PJ        | PT        | MPJ       | AP        | 3P        | LL        | RT        | AS        | BR        | TO        | PPJ       |
| -------- | --------- | --------- | --------- | --------- | --------- | --------- | --------- | --------- | --------- | --------- | --------- | --------- |
| 2016–17  | Marquette | 32        | 28        | 26.5      | .473      | .453      | .828      | 5.0       | 1.3       | .8        | .6        | 8.8       |
| 2017–18  | Marquette | 35        | 35        | 32.6      | .499      | .487      | .836      | 5.7       | 2.9       | 1.0       | .5        | 14.1      |
| 2018–19  | Marquette | 34        | 33        | 33.4      | .459      | .402      | .924      | 7.2       | 2.4       | .6        | .5        | 14.9      |
| 2019–20  | Virginia  | Não jogou | Não jogou | Não jogou | Não jogou | Não jogou | Não jogou | Não jogou | Não jogou | Não jogou | Não jogou | Não jogou |
| 2020–21  | Virginia  | 25        | 25        | 34.2      | .503      | .417      | .896      | 6.8       | 1.8       | .6        | .4        | 16.0      |
| Carreira | Carreira  | 126       | 121       | 31.6      | .483      | .439      | .871      | 6.1       | 2.1       | .7        | .5        | 13.4      |

Fonte:

## Prêmios e Homenagens
NBA
- Campeão da NBA: 2024

## Vida pessoal
O irmão mais novo de Hauser, Joey, foi seu colega de time de basquete no colégio e na Universidade Marquette. Sua irmã, Nicole Hauser, jogou vôlei em Southern Connecticut.